# Paramelomys rubex
Il ratto dalla coda a mosaico di montagna (Paramelomys rubex  Thomas, 1922) è un roditore della famiglia dei Muridi endemico della Nuova Guinea.

## Descrizione

### Dimensioni
Roditore di piccole dimensioni, con la lunghezza della testa e del corpo tra 100 e 130 mm, la lunghezza della coda tra 96 e 140 mm, la lunghezza del piede tra 25 e 30,2 mm, la lunghezza delle orecchie tra 11 e 19,3 mm e un peso fino a 53,5 g.

### Aspetto
La pelliccia è lunga, soffice e fine. Le parti superiori sono bruno-rossicce scure con dei riflessi rossastri sul fondo-schiena, mentre le parti ventrali sono giallo-brunastre o grigio chiare, con la base dei peli color ardesia. La testa è bruna-grigiastra scura con una maschera facciale più scura. Sulla gola è presente una chiazza biancastra. Le orecchie sono corte, prive di peli e grigio scure. Le zampe anteriori sono più scure sui polsi e gradualmente passano al bianco delle dita. I piedi sono marroni chiari. La coda è più corta della testa e del corpo ed è uniformemente marrone scura. Sono presenti 12-14 anelli di scaglie per centimetro, corredata ciascuna da un singolo pelo.

## Biologia

### Comportamento
È una specie terricola. Costruisce sistemi di cunicoli e tane sotterranei.

### Riproduzione
Le femmine danno alla luce solitamente 2 piccoli alla volta.

## Distribuzione e habitat
Questa specie è diffusa nella cordigliera centrale della Nuova Guinea, sui Monti Arfak e nella Penisola di Huon.
Vive nelle foreste tropicali primarie e in aree secondarie, inclusi vecchi campi agricoli tra 900 e 3.000 metri di altitudine.

## Tassonomia
Sono state riconosciute 7 sottospecie:
- P.r.rubex: Parte centro-occidentale della cordigliera centrale della Nuova Guinea;
- P.r.alleni (Rümmler, 1935): Penisola di Huon;
- P.r.arfakiensis (Rümmler, 1935): Monti Arfak, penisola di Vogelkop, Nuova Guinea nord-occidentale;
- P.r.pohlei (Rümmler, 1935): versante settentrionale della parte orientale della cordigliera centrale della Nuova Guinea;
- P.r.rutilus (Rümmler, 1935): versante meridionale della parte orientale della cordigliera centrale della Nuova Guinea;
- P.r.shawi (Tate & Archbold, 1935): Monti Weyland, parte occidentale della cordigliera centrale della Nuova Guinea;
- P.r.tafa (Tate & Archbold, 1935): parte orientale della cordigliera centrale della Nuova Guinea.

## Conservazione
La IUCN Red List, considerato il vasto areale, la popolazione numerosa e la mancanza di reali minacce, classifica P.rubex come specie a rischio minimo (Least Concern).